# جون برين
جون برين (بالإنجليزية: John Perin)‏ هو لاعب كرة قدم أسترالي، ولد في 10 يونيو 1948 في مونتيبيلونا في إيطاليا. شارك مع منتخب أستراليا لكرة القدم. أما مع النوادي، فقد لعب مع نادي أديلايد سيتي لكرة القدم.